# Briançon
Briançon – miejscowość i gmina we Francji, w regionie Prowansja-Alpy-Lazurowe Wybrzeże, w departamencie Alpy Wysokie.

## Demografia
Według danych na rok 1990 gminę zamieszkiwało 11 041 osób, a gęstość zaludnienia wynosiła 393 osoby/km². W styczniu 2015 r. Briançon zamieszkiwało 12 737 osób, przy gęstości zaludnienia wynoszącej 453,8 osób/km².

## Transport
W mieście znajduje się stacja kolejowa Gare de Briançon. Przez Briançon przebiega droga krajowa N94 (fr. RN 94).

## Sport
- Tour de France – miasto Briançon 33 razy gościło kolarzy i było metą etapu: po raz pierwszy w roku 1922 (meta 10. etapu: zwycięzca – Belg Philippe Thys), po raz ostatni w roku 2007 (meta 9. etapu: zwycięzca – Wenezuelczyk Mauricio Soler)
- Diables Rouges de Briançon – klub hokejowy założony w roku 1934
- IFSC World Cup Briançon - międzynarodowe zawody wspinaczkowe zaliczane do cyklu pucharu świata w konkurencjach Speed (wspinanie na czas) oraz Lead (prowadzenie)

## Miasta partnerskie
- Rosenheim, Niemcy (od 1964)
- Susa, Włochy
- Independencia, Peru (od 1989)